# Ellesmere Port and Neston
Ellesmere Port and Neston war ein District mit dem Status eines Borough in der Grafschaft Cheshire in England. Er umfasste den südlichen Teil der Halbinsel Wirral zwischen den Flüssen Mersey und Dee. Verwaltungssitz war die Stadt Ellesmere Port, in der etwa drei Viertel der Bevölkerung lebte. Der Rest des Districts war ländlich geprägt, weitere bedeutende Orte waren Parkgate und Neston. Es bestand eine Städtepartnerschaft mit Reutlingen.
Der District wurde am 1. April 1974 gebildet und entstand aus der Fusion des Borough of Ellesmere Port und des Urban District Neston. Am 1. April 2009 wurde er aufgrund einer Gebiets- und Verwaltungsreform aufgelöst und ging in der neuen Unitary Authority Cheshire West and Chester auf.
Koordinaten: 53° 17′ N, 2° 58′ W